# Gualdo Cattaneo
Gualdo Cattaneo é uma comuna italiana da região da Umbria, província de Perugia, com cerca de 6.051 habitantes. Estende-se por uma área de 96 km², tendo uma densidade populacional de 63 hab/km². Faz fronteira com Bettona, Bevagna, Cannara, Collazzone, Giano dell'Umbria, Massa Martana, Montefalco, Todi.

## Demografia
| Variação demográfica do município entre 1861 e 2011                               |
|                                                                                   |
| Fonte: Istituto Nazionale di Statistica (ISTAT) - Elaboração gráfica da Wikipedia |